# Bagrada hilaris
Bagrada hilaris és una espècie d'hemípter heteròpter de la família Pentatomidae nativa d'Àsia. Localitzada en altres zones com una espècie introduïda, incloent Califòrnia i Arizona, on va ser registrada per primera vegada la seva presència l'any 2008, i a Amèrica del Sud, on va ser registrada a finals de 2016 i posteriorment es confirma el seu establiment l'any 2017.
És una de les principals plagues dels cultius de col (coliflor, col de Brussel·les i bròquil) i de les crucíferes afins, com ara el nap, la colza i l'arbre de mostassa. L'adult i la nimfa de l'espècie xuclen la saba de les fulles de les plantes, causant el pansiment, l'esgrogueïment, i el retard del creixement. A més de les crucíferes, els insectes són coneguts als cultius de papaia, sorgo, blat de moro, patata, cotó, tàpera, mill perlat, i alguns llegums. Un gran nombre d'aquestes xinxes es congreguen en les mateixa planta causant danys irreversibles.

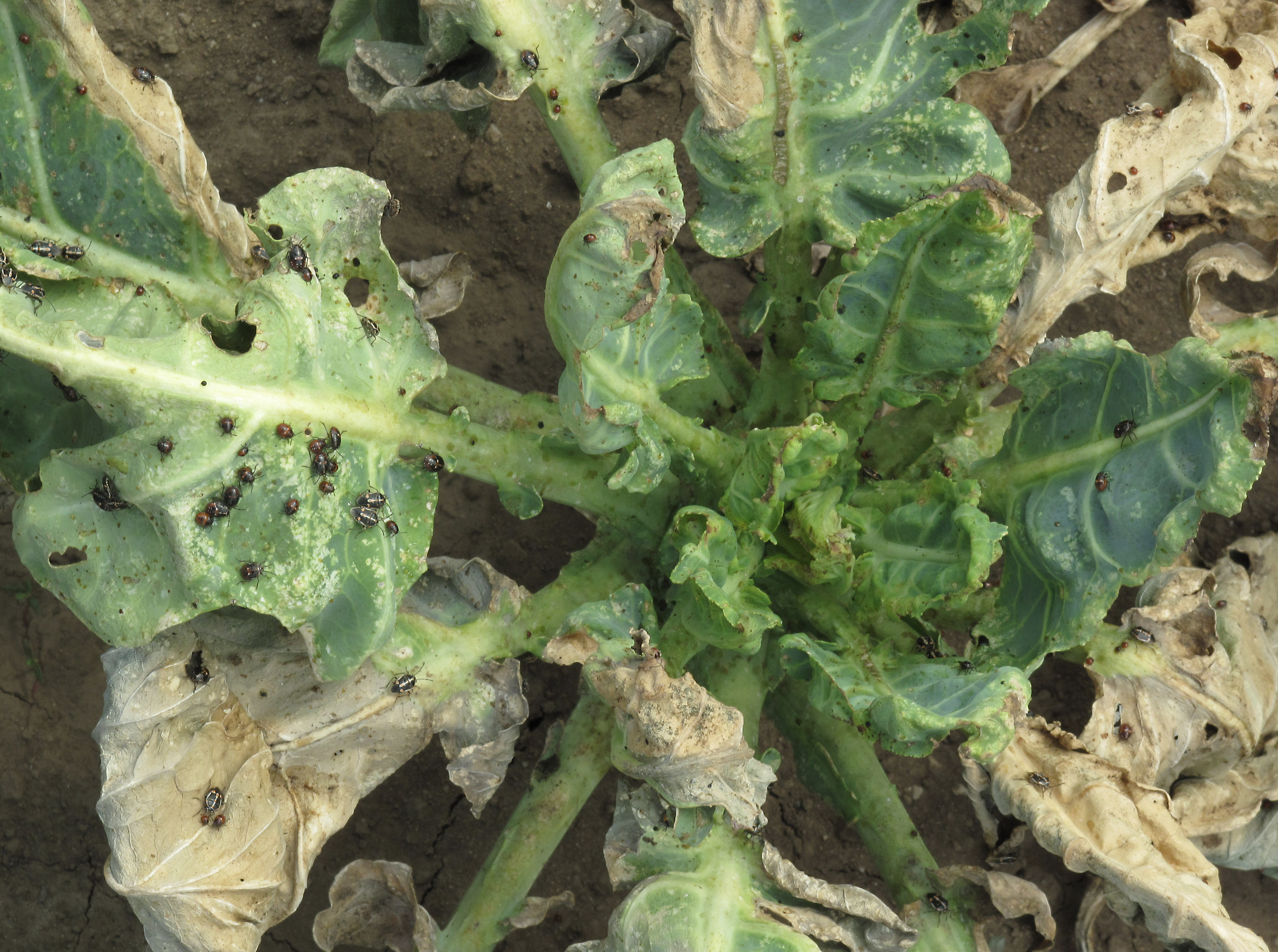
Diversos estadis de Bagrada hilaris, Los Angeles 2010

Bagrada hilaris adulta mesura de 5 a 7 mil·límetres de longitud, amb forma d'escut, i marques de color negre amb taques blanques i taronja. La femella, més gran que el mascle, pon fins a 100 ous ovalats a les fulles o a terra de sota les plantes. Els ous són blancs quan estan recentment dipositats i es tornen de color taronja amb el pas del temps. En 8 dies, la nimfa del primer estadi emergeix. És de color taronja-vermellós brillant i es torna més fosca quan es desenvolupa, esdevenint de color negre en realitzar l'última muda.
La xinxa Bagrada hilaris va fer una aparició sobtada a Los Angeles el juny del 2008, el seu primer albirament a l'hemisferi occidental. Després, es va estendre a les terres de cultiu de la vall de Coachella (fortament agrícola) i Valle de Imperial de Califòrnia, fent malbé cultius de colza, especialment aquells crescuts orgànicament. A partir de setembre del 2014 es va estendre per grans àrees del nord dels comtats de San Mateo, Santa Cruz, Merced i Inyo, i tots els comtats de Califòrnia del sud, a excepció del Comtat del Tulare.
S'han reportat infestacions a l'Índia. Per primera vegada se n'ha trobat a Xile, Amèrica del Sud, on s'ha establert i més recentment s'ha considerat plaga domiciliària i s'ha registrat el primer cas d'una picada adventícia en un ésser humà.